# Tiffany Tang
Tang Yan (chinês: 唐嫣, pinyin: Táng Yān, nascida em 6 de dezembro de 1983), também conhecida como Tiffany Tang, é uma atriz, modelo e cantora chinesa. Ela se formou na Academia Central de Drama em 2006. Em 2007, ela foi indicada ao prêmio de Melhor Atriz no Shanghai Television Festival por sua estreia no cinema em Farewell for Love. Ela deixou sua empresa Orange Sky Entertainment Group em meados de 2012 para montar seu próprio estúdio.
Tang é conhecida por seus papéis em dramas de sucesso como Chinese Paladin 3 (2009), My Daughter (2011), My Sunshine (2015) e The Princess Weiyoung (2016), The Legend of Xiao Chuo (2020)

## Carreira

### Início
Em 2001, participou da 3ª competição "Shulei Century Star" e ganhou o prêmio de campeã. Em 2004, foi selecionada como um dos 14 "Bebês Olímpicos" pelo diretor Zhang Yimou e se apresentou na cerimônia de encerramento dos Jogos Olímpicos de Atenas 2004.
Em 2007, fez sua estreia oficial como atriz na histórica série de televisão Carol of Zhenguan. No mesmo ano, ela estrelou o filme de romance Farewell For Love. Ela recebeu críticas positivas por sua atuação e foi indicada como Melhor Atriz no Festival de Cinema de Xangai e como Melhor Nova Atriz no Festival de Cinema de Estudantes Universitários de Pequim.

### 2009–2014: popularidade crescente
Em 2009, alcançou a fama após estrelar o drama de ação e fantasia Chinese Paladin 3, adaptado do videogame de mesmo título. A interpretação de Zi Xuan por Tang e sua química com Wallace Huo atraiu críticas positivas do público. No mesmo ano, ela interpretou o papel de Chu Chu no filme de fantasia wuxia The Storm Warriors.
Em 2010, co-estrelou ao lado de Jay Chou na série de televisão de ficção científica taiwanesa Pandamen  e cantou a música tema do drama "Love Attraction", composta especialmente para sua personagem.
Em 2011, desempenhou o papel do gentil e inocente Xia Tianmei no drama de romance metropolitano My Daughter, que liderou a audiência da televisão durante seu intervalo de tempo e se tornou o drama de maior audiência transmitido pela Anhui TV naquele ano. No mesmo ano, ela estrelou o drama de comédia romântica Waking Love Up ao lado de Roy Qiu, que também se tornou um dos dramas de maior audiência do ano. Tang viu um novo aumento na popularidade e ganhou vários prêmios de popularidade em cerimônias de premiação locais.
Em 2012, co-estrelou o drama de ação e fantasia Xuan-Yuan Sword: Scar of Sky, adaptado do popular RPG Xuan-Yuan Sword como a demônio Nugu Ningke. O drama superou a audiência da TV e conquistou 2 bilhões de visualizações online, tornando-se o nono drama na história da transmissão da Hunan TV a alcançar esse feito. No mesmo ano, ela estrelou o drama de guerra de romance de época A Beauty in Troubled Times.
Em 2013, estrelou o drama de romance de ação Agent X, interpretando um agente secreto de elite. Ela foi indicada para o prêmio de Melhor Atriz no Huading Awards por sua atuação e foi eleita a Atriz Mais Comercialmente Valiosa do ano no China TV Drama Awards.
Em 2014, se reuniu com a co-estrela de Chinese Paladin 3, Wallace Huo, em Perfect Couple, uma comédia romântica histórica escrita por Tong Hua. O drama superou as visualizações online e se tornou um tema quente, ganhando Tang e Huo o prêmio de Melhor Casal no China TV Drama Awards e Tang o prêmio de Atriz Mais Popular no China Student Television Festival. No mesmo ano, ela estrelou o filme de romance For Love or Money como comissária de bordo, e ganhou o prêmio de Melhor Atriz Coadjuvante por sua atuação.

### 2015–presente: sucesso inovador e mainstream

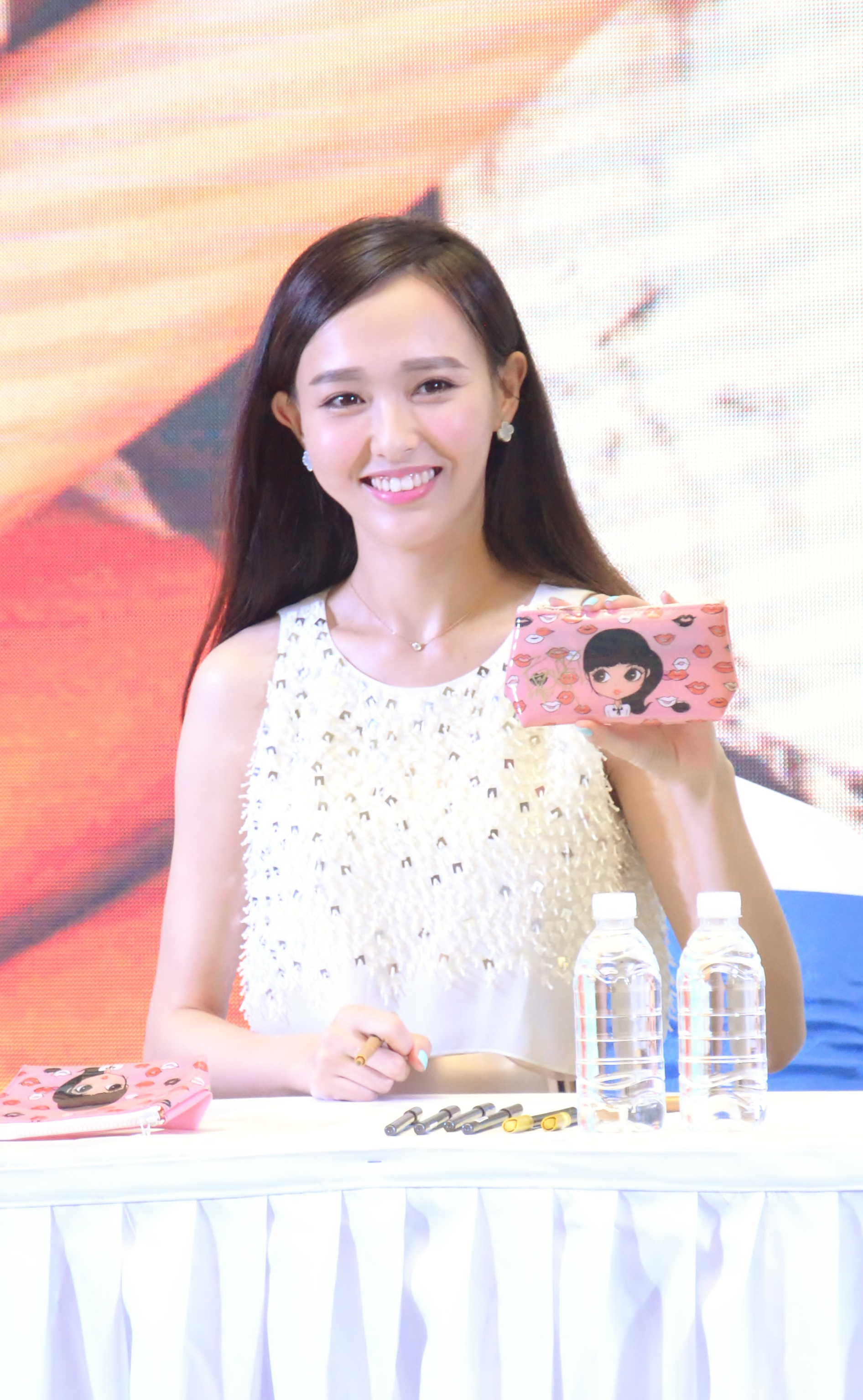
Função de Tiffany Tang em Nanning, Guangxi, China, em 8 de junho de 2015

Em 2015, alcançou o sucesso com papéis principais em uma série de dramas de sucesso. Em janeiro, ela estrelou o drama de romance moderno My Sunshine ao lado de Wallace Chung, baseado no romance He Yi Sheng Xiao Mo de Gu Man. Foi um grande sucesso, superando a audiência da televisão em seu horário e ganhando 10 milhões de visualizações online. Ela também estrelou o drama romântico de época Lady & Liar ao lado de Hawick Lau, onde ela interpretou uma artista acrobática que se transforma em uma jovem amante rica. Lady & Liar se tornou o segundo drama com maior audiência da Jiangsu TV naquele ano e quebrou 4 bilhões de visualizações online. Em fevereiro, Tang estrelou ao lado de Li Yifeng em outro drama romântico de época, Legend of Fragrance, como perfumista. O drama foi o drama de maior audiência da Hunan TV naquele ano e quebrou o recorde de maior audiência alcançada no primeiro dia de estreia. Em junho, Tang interpretou a protagonista feminina A'ning no popular drama da web sobre invasão de túmulos The Lost Tomb, baseado no romance Daomu Biji. The Lost Tomb é o web drama mais assistido de 2015 com mais de 2,8 bilhões de visualizações. Em julho, ela estrelou o drama de romance moderno Diamond Lover com Rain, interpretando uma designer de joias. O drama foi um sucesso comercial com uma classificação máxima de 1.249 e mais de 3,3 bilhões de visualizações online. Devido ao sucesso de seus dramas, Tang recebeu o título de "1 bilhão de rainhas" já que todos os seus dramas atingiram 1 bilhões de visualizações ou mais. Ela foi indicada ao 17º Prêmio Huading de Melhor Atriz em quatro categorias diferentes, e ganhou o prêmio de Melhor Atriz no gênero contemporâneo por sua atuação em My Sunshine. Ela também se tornou a embaixadora promocional do 7º China TV Drama Awards, onde ganhou os prêmios de Atriz com Maior Influência na Mídia, bem como de Personagem Favorito do Público. Naquele ano, Tang ficou em 20º lugar na Forbes China Celebrity, com uma receita de 45 milhões de yuans. Ela foi coroada "Golden Eagle Goddess" no 11º China Golden Eagle TV Art Festival devido ao seu sucesso na televisão. Apesar de seu sucesso, ela recebeu críticas por desempenhar repetidamente o mesmo tipo de papel sem nenhum avanço.
Em 2016, estrelou o filme de ação coreano-chinês Bounty Hunters ao lado do ator coreano Lee Min-ho e Wallace Chung. O filme quebrou 1 milhão de admissões, e Tang recebeu elogios por sua atuação como uma femme fatale. Ela então estrelou o filme de romance de fantasia A Chinese Odyssey Part Three dirigido por Jeffery Lau, interpretando o papel de Zixia Fairy. O filme foi lançado no festival do meio do outono e liderou as paradas de bilheteria. Tang fez seu retorno à telinha no drama histórico The Princess Weiyoung, interpretando o papel titular de Li Weiyoung. O drama foi um enorme sucesso, superando as avaliações da televisão e da web com mais de 2% e em seus episódios finais e obtendo 18 bilhões de visualizações online; e também se tornou um dos dramas televisivos de maior audiência de 2016. Tang ganhou o prêmio de Melhor Atriz no Huading Awards por sua atuação.
Em 2017, estrelou ao lado de Nicholas Tse e Jung Yong-hwa no filme de comédia Cook Up a Storm.
Em 2018, Tang estrelou o drama de inspiração juvenil The Way We Were. Ela também estrelou o thriller de ação Europe Raiders. Em 12 de junho, teve sua figura de cera exibida no Madame Tussauds Shanghai.
Em 2019, Tang estrelou o drama de romance See You Again ao lado de Shawn Dou. Ela se reuniu com Shawn Dou no drama histórico The Legend of Xiao Chuo, interpretando o personagem-título Xiao Yanyan.

## Vida Pessoal
Tang e o ator Luo Jin revelaram seu relacionamento ao público em 6 de dezembro de 2016, em seu 33º aniversário. eles se casaram em Viena, Áustria, em 28 de outubro de 2018. Em setembro de 2019, eles anunciaram que estavam esperando o primeiro filho juntos. Em dezembro de 2019, ela deu à luz uma menina.
Em março de 2021, Tang expressou seu apoio ao algodão produzido em Xinjiang ao republicar uma postagem no Weibo que foi compartilhada 40 milhões de vezes, uma ação replicada pela maioria das celebridades chinesas, depois que algumas empresas internacionais anunciaram que não comprariam algodão da região devido a preocupações sobre possível trabalho forçado de uigures.

## Filmografia

### Filmes
| Ano  | Título em inglês                | Título chinês      | Papel      | Notas/Ref.     |
| ---- | ------------------------------- | ------------------ | ---------- | -------------- |
| 2007 | Farewell for Love               | 离别也是爱         | Hu Yan     | [ 5 ]          |
| 2007 | Bullet & Brain                  | 神枪手与智多星     | Xiao Yu    | [ 58 ]         |
| 2007 | Dangerous Games                 | 棒子老虎鸡         | Tang Tang  | [ 59 ]         |
| 2008 | Dowry                           | 嫁妆               | Zhen Zhu   | [ 60 ]         |
| 2009 | Qingchun Chuji 2 Shengsi Jiuzhu | 青春出击2生死救助  | Ying Jia   |                |
| 2009 | Looking for Jackie              | 寻找成龙           | Espadachim | Camafeu        |
| 2009 | The Storm Warriors              | 风云II             | Chu Chu    | [ 8 ]          |
| 2011 | Preserve                        | 保留               | Tangtang   | [ 62 ]         |
| 2011 | East Meets West 2011            | 东成西就2011       | Ah Qiao    | Camafeu        |
| 2012 | Finding Love                    | 逐爱之旅           | Li Hui     | Curta-metragem |
| 2014 | For Love or Money               | 露水红颜           | Ming Zhen  | [ 21 ]         |
| 2015 | Chronicles of the Ghostly Tribe | 九层妖塔           | Cao Weiwei | [ 65 ]         |
| 2016 | MBA Partners                    | 梦想合伙人         | Gu Qiaoyin | [ 66 ]         |
| 2016 | Bounty Hunters                  | 赏金猎人           | Cat        | [ 41 ]         |
| 2016 | A Chinese Odyssey Part Three    | 大话西游终结篇     | Zixia      | [ 42 ]         |
| 2017 | Cook Up a Storm                 | 锋味江湖之决战食神 | Hai Danmei | [ 49 ]         |
| 2018 | Europe Raiders                  | 欧洲攻略           | Miss Wang  | [ 51 ]         |
| 2018 | Let Love Home                   | 一墙之隔           | Ye Xiaobin | [ 67 ]         |

### Série de televisão
| Ano  | Título em inglês                | Título em chinês   | Papel                     | Rede                                              | Notas/Ref.        |
| ---- | ------------------------------- | ------------------ | ------------------------- | ------------------------------------------------- | ----------------- |
| 2007 | Carol of Zhenguan               | 贞观长歌           | Cai Ji                    | CCTV                                              | [ 4 ]             |
| 2007 | Spring Comes Early in Grassland | 草原春来早         | Hasi Gaowa                | CCTV                                              | [ 68 ]            |
| 2008 | Modern Beauty                   | 现代美女           | Li Wei                    |                                                   | [ 69 ]            |
| 2009 | Life Without Language           | 没有语言的生活     | Zhu Ling                  | CCTV                                              | [ 70 ]            |
| 2009 | Born After 80                   | 生于80后           | An Wen                    |                                                   | [ 71 ]            |
| 2009 | Legend of the Book's Tower      | 风满楼             | Zhou Yutong               | TTV                                               |                   |
| 2009 | Chinese Paladin 3               | 仙剑奇侠传三       | Zi Xuan                   | Taizhou Broadcasting Station                      | [ 7 ]             |
| 2010 | Pandamen                        | 熊猫人             | Li Liya                   | CTS                                               | [ 9 ]             |
| 2010 | Lightning Marriage              | 闪婚               | Han Jinbei                | Shenchuan TV                                      | [ 72 ]            |
| 2010 | Dream to be Honorable 1942      | 梦想光荣1942       | Zhao Dongmei              | Hunan Channel                                     | [ 73 ]            |
| 2011 | My Daughter                     | 夏家三千金         | Xia Tianmei               | Anhui TV                                          | [ 11 ]            |
| 2011 | Unbeatable 2                    | 无懈可击之高手如林 | Tang Qiqi                 | SETV                                              | [ 74 ]            |
| 2011 | Waking Love Up                  | 爱情睡醒了         | Liu Xiaobei               | Anhui TV                                          | [ 13 ]            |
| 2012 | Xuan-Yuan Sword: Scar of Sky    | 轩辕剑之天之痕     | Dugu Ningke               | Hunan TV                                          | [ 15 ]            |
| 2012 | A Beauty in Troubled Times      | 乱世佳人           | Zhang Lianxin             | Anhui TV                                          | [ 17 ]            |
| 2013 | Agent X                         | X女特工            | Zhong Li                  | Anhui TV, Heilongjiang TV, Yunnan TV, Zhejiang TV | [ 18 ]            |
| 2013 | Ad Mania                        | 广告风云           | Ruan Xinli                | Chongqing Channel                                 | [ 75 ]            |
| 2014 | Perfect Couple                  | 金玉良缘           | Yu Qilin                  | Jiangsu TV                                        | [ 19 ]            |
| 2014 | The Lady in Cubicle             | 格子間女人         | Tan Bin                   | Naning Channel                                    | [ 76 ]            |
| 2015 | My Sunshine                     | 何以笙箫默         | Zhao Mosheng              | Dragon TV, Jiangsu TV                             | [ 23 ]            |
| 2015 | Lady & Liar                     | 千金女贼           | Jiang Xin                 | Jiangsu TV                                        | [ 25 ]            |
| 2015 | Legend of Fragrance             | 活色生香           | Le Yan (An Ruohuan)       | Hunan TV                                          | [ 27 ]            |
| 2015 | Master of Destiny               | 风云天地           | Tang Yiyi                 | TVB                                               | Aparição especial |
| 2015 | The Lost Tomb                   | 盗墓笔记           | Ah Ning                   | iQiyi                                             | [ 29 ]            |
| 2015 | Diamond Lover                   | 克拉恋人           | Mi Duo (Mi Meili)         | Anhui TV, Zhejiang TV                             | [ 31 ]            |
| 2015 | Woman on the Breadfruit Tree    | 长在面包树上的女人 | Cheng Yun                 | Shenzhen TV                                       | [ 78 ]            |
| 2015 | Boys To Men                     | 爸爸快长大         | Elevator Beauty           | Guangdong TV, Liaoning TV                         | Camafeu           |
| 2016 | The Princess Weiyoung           | 锦绣未央           | Li Weiyoung (Feng Xin'er) | Beijing TV, Dragon TV                             | [ 46 ]            |
| 2018 | Hero's Dream                    | 天意之秦天宝鉴     | Nv Xi                     | Youku                                             | Camafeu           |
| 2018 | The Way We Were                 | 归去来             | Xiao Qing                 | Beijing TV, Dragon TV                             | [ 50 ]            |
| 2019 | See You Again                   | 时间都知道         | Shi Jian                  | Beijing TV                                        | [ 53 ]            |
| 2020 | The Legend of Xiao Chuo         | 燕云台             | Xiao Yanyan               |                                                   | [ 54 ]            |
| TBA  | Blossoms Shanghai               | 繁花               |                           |                                                   | [ 81 ]            |

### Vídeo da música
| Ano  | Título da música       | Título da música | Cantor        | Notas/Ref. |
| ---- | ---------------------- | ---------------- | ------------- | ---------- |
| 2007 | "Zhu Xian I Come Back" | 诛仙我回来       | Richie Jen    | [ 82 ]     |
| 2007 | "Zhu Xian Love"        | 诛仙恋           | Richie Jen    | [ 82 ]     |
| 2008 | "Brothers"             | 兄弟             | Huang Yue     |            |
| 2009 | "Diamond"              | 钻石             | Qiao Renliang | [ 83 ]     |
| 2009 | "Do You Dare to Love"  | 敢不敢爱         | Hu Ge         |            |
| 2013 | "I Don't Cry"          | 我不哭           | Huang Yida    | [ 84 ]     |

## Discografia

### Álbuns
| Ano  | Título em inglês | Título em chinês | Notas/Ref. |
| ---- | ---------------- | ---------------- | ---------- |
| 2012 | Candy Heart      | 糖心             | [ 85 ]     |

### Singles
| Ano  | Título em inglês                | Título em chinês | Álbum                            | Notas/Ref.        |
| ---- | ------------------------------- | ---------------- | -------------------------------- | ----------------- |
| 2009 | "I Am Invisible"                | 我透明           | Waking Love Up OST               |                   |
| 2010 | "Love Attraction"               | 愛情引力         | Pandamen OST                     |                   |
| 2012 | "Using a Lifetime to Reminisce" | 用一生回憶       | A Beauty in Troubled Times OST   | [ 86 ]            |
| 2012 | "Hello Tomorrow"                | 明天,你好!       | Finding Love OST                 |                   |
| 2013 | "Defending My Sunshine"         | 捍卫阳光         | Agent X OST                      | [ 87 ]            |
| 2014 | "Sun and Rain"                  | 晴雨             | The Lady in Cubicle OST          |                   |
| 2014 | "Searching for Him"             | 众里寻他         | Tun Shi Cang Qiong OST           | [ 88 ]            |
| 2015 | "Long Time No See"              | 好久不见         | My Sunshine OST                  |                   |
| 2015 | "Tomorrow"                      | 明天             | Woman on the Breadfruit Tree OST |                   |
| 2016 | "Heavenly Gift"                 | 天賦             | The Princess Weiyoung OST        | Dueto com Luo Jin |
| 2019 | "I Want To Find You"            | 我想找你         | See You Again OST                |                   |
| 2020 | "Fearless"                      | 无畏的模样       | Charity song for Coronavirus     |                   |

## Prêmios e indicações
| Principais Prêmios | Principais Prêmios                                           | Principais Prêmios                                    | Principais Prêmios           | Principais Prêmios | Principais Prêmios |
| Ano                | Prêmio                                                       | Categoria                                             | Trabalho indicado            | Resultado          | Ref.               |
| ------------------ | ------------------------------------------------------------ | ----------------------------------------------------- | ---------------------------- | ------------------ | ------------------ |
| 2007               | 10º Beijing College Student Film Festival                    | Melhor Nova Atriz                                     | Farewell for Love            | Indicado           | [ 90 ]             |
| 2007               | 13º Shanghai Film Festival                                   | Melhor Atriz (Filme)                                  | Farewell for Love            | Indicado           | [ 6 ]              |
| 2012               | 8º Huading Awards                                            | Melhor Atriz (Drama de Fantasia)                      | Xuan-Yuan Sword: Scar of Sky | Indicado           |                    |
| 2014               | 13º Huading Awards                                           | Melhor Atriz (Drama da Era da Revolução)              | Agent X                      | Indicado           |                    |
| 2015               | 17º Huading Awards                                           | Melhor atriz                                          | My Sunshine                  | Indicado           | [ 34 ]             |
| 2015               | 17º Huading Awards                                           | Melhor Atriz (Drama Contemporâneo)                    | My Sunshine                  | Venceu             | [ 34 ]             |
| 2015               | 17º Huading Awards                                           | Melhor Atriz (Drama Antigo)                           | Perfect Couple               | Indicado           | [ 34 ]             |
| 2015               | 17º Huading Awards                                           | Melhor Atriz (Drama da Era da Revolução)              | Legend of Fragrance          | Indicado           | [ 34 ]             |
| 2015               | 3º China International Film Festival London                  | Melhor atriz coadjuvante                              | For Love or Money            | Venceu             | [ 91 ]             |
| 2016               | 8º Macau International Movie Festival                        | Melhor atriz                                          | A Chinese Odyssey Part Three | Indicado           |                    |
| 2016               | 11º China Golden Eagle TV Art Festival                       | Golden Eagle Goddess                                  | —                            | Venceu             | [ 39 ]             |
| 2017               | 22º Huading Awards                                           | Melhor atriz                                          | The Princess Weiyoung        | Venceu             | [ 48 ]             |
| 2017               | 22º Huading Awards                                           | As 10 estrelas de TV favoritas do público             | The Princess Weiyoung        | Venceu             | [ 48 ]             |
| 2018               | 5º The Actors of China Award Ceremony                        | Melhor Atriz (Categoria Esmeralda)                    | The Way We Were              | Indicado           | [ 92 ]             |
| 2018               | 24º Huading Awards                                           | Melhor atriz                                          | The Way We Were              | Indicado           | [ 93 ]             |
| 2019               | 6º The Actors of China Award Ceremony                        | Melhor Atriz (Categoria Safira)                       | See You Again                | Indicado           | [ 94 ]             |
| 2019               | Golden Bud – The Fourth Network Film And Television Festival | Melhor atriz                                          | See You Again                | Indicado           | [ 95 ]             |
| 2020               | 7º The Actors of China Award Ceremony                        | Melhor Atriz (Safira)                                 | —                            | Pendente           | [ 96 ]             |
| Outros             |                                                              |                                                       |                              |                    |                    |
| 2008               | Forbes Celebrity List                                        | Novato mais promissor                                 | —                            | Venceu             | [ 97 ]             |
| 2009               | 2º Beijing TV Drama Awards                                   | Atriz jovem mais popular                              | Chinese Paladin 3            | Venceu             | [ 98 ]             |
| 2011               | 1º LeTV Entertainment Awards                                 | Atriz de TV mais popular (China Continental)          | —                            | Venceu             | [ 99 ]             |
| 2011               | Grand Ceremony of New Forces                                 | Atriz de TV mais popular                              | —                            | Venceu             | [ 100 ]            |
| 2011               | Grazia Third Anniversary Award Ceremony                      | Prêmio Trending New Force                             | —                            | Venceu             |                    |
| 2011               | 3º China TV Drama Awards                                     | Atriz mais popular (China continental)                | My Daughter                  | Venceu             | [ 14 ]             |
| 2012               | iQiyi Award Ceremony                                         | Atriz mais popular                                    | Waking Love Up               | Venceu             | [ 101 ]            |
| 2012               | 3º LeTV Entertainment Awards                                 | Atriz de TV mais popular (China Continental)          | —                            | Venceu             | [ 102 ]            |
| 2012               | 4º China TV Drama Awards                                     | Atriz recomendada pela mídia                          | —                            | Venceu             | [ 103 ]            |
| 2013               | Asian Idol Awards                                            | Atriz mais popular                                    | Agent X                      | Venceu             | [ 104 ]            |
| 2013               | 8º BQ Celebrity Score Awards                                 | Atriz mais popular                                    | Agent X                      | Venceu             | [ 105 ]            |
| 2013               | BQ Celebrity Commercial Value Ranking                        | Prêmio de celebridade de valor inovador               | —                            | Venceu             | [ 105 ]            |
| 2013               | 5º China TV Drama Awards                                     | Atriz mais valiosa comercialmente                     | —                            | Venceu             | [ 106 ]            |
| 2014               | 5º China Student Television Festival                         | Atriz mais popular                                    | Perfect Couple               | Venceu             | [ 107 ]            |
| 2014               | Wyndham Xingyue Role Model Ceremony                          | Atriz mais atraente                                   | Perfect Couple               | Venceu             | [ 108 ]            |
| 2014               | 6º China TV Drama Awards                                     | Casal mais popular (com Wallace Huo)                  | Perfect Couple               | Venceu             | [ 109 ]            |
| 2015               | LeEco Night                                                  | Atriz mais popular                                    | My Sunshine                  | Venceu             | [ 110 ]            |
| 2015               | 7º China TV Drama Awards                                     | Atriz com maior apelo da mídia                        | —                            | Venceu             | [ 37 ]             |
| 2015               | 7º China TV Drama Awards                                     | Personagem favorito do público                        | Diamond Lover                | Venceu             | [ 37 ]             |
| 2016               | Cosmo Beauty Ceremony                                        | Ídolo mais influente                                  | —                            | Venceu             | [ 111 ]            |
| 2016               | Cosmo Fashion for Dream Award Ceremony                       | Figura da moda dos sonhos                             | —                            | Venceu             | [ 112 ]            |
| 2016               | Dragon TV Entertainment Weekly                               | Dez Principais Figuras da Indústria do Entretenimento | —                            | Venceu             |                    |
| 2016               | Baidu Entertainment                                          | Figura do ano                                         | —                            | Venceu             | [ 113 ]            |
| 2016               | 10º Youku Young Choice Awards                                | Desempenho de Destaque do Ano                         | The Princess Weiyoung        | Venceu             | [ 114 ]            |
| 2016               | 8º China TV Drama Awards                                     | Atriz mais popular                                    | The Princess Weiyoung        | Venceu             | [ 115 ]            |
| 2017               | Sohu Fashion Awards                                          | Atriz de TV do Ano                                    | The Princess Weiyoung        | Venceu             | [ 116 ]            |
| 2017               | Jinri Toutiao Award Ceremony                                 | Estrela mais esperada                                 | —                            | Venceu             | [ 117 ]            |
| 2017               | 2º China Quality Television Drama Ceremony                   | Atriz mais vendável                                   | —                            | Venceu             | [ 118 ]            |
| 2017               | 2º China Quality Television Drama Ceremony                   | A atriz mais esperada da mídia                        | —                            | Venceu             | [ 118 ]            |
| 2017               | Tencent Entertainment White Paper                            | Artista Extraordinário                                | —                            | Venceu             | [ 119 ]            |
| 2017               | 11º Tencent Video Star Awards                                | Artista versátil do ano                               | —                            | Venceu             | [ 120 ]            |
| 2017               | Weibo Award Ceremony                                         | Deusa Weibo                                           | —                            | Venceu             | [ 121 ]            |
| 2018               | 7º iQiyi All-Star Carnival                                   | Melhor Atriz de Televisão                             | —                            | Venceu             | [ 122 ]            |
| 2019               | Weibo Award Ceremony                                         | Deusa Weibo                                           | —                            | Venceu             | [ 123 ]            |
| 2019               | 4º China Quality Television Drama Ceremony                   | Estrela de qualidade do ano                           | —                            | Venceu             | [ 124 ]            |

### Forbes China Celebrity 100
| Ano  | Classificação | Ref.    |
| ---- | ------------- | ------- |
| 2014 | 73º           | [ 125 ] |
| 2015 | 20º           | [ 126 ] |
| 2017 | 14º           | [ 127 ] |
| 2019 | 32º           | [ 128 ] |
| 2020 | 51º           | [ 129 ] |